# 蒂莫·皮尔迈尔
蒂莫·皮尔迈尔（德語：Timo Pielmeier，1989年7月7日—），德国男子冰球运动员，场上位置是守门员。他曾代表德国参加2018年冬季奥林匹克运动会冰球比赛，获得一枚银牌。